# Beethoven 4
Beethoven 4 – amerykańska komedia familijna z 2001 roku, kolejny sequel w serii o psie rasy bernardyn imieniem Beethoven.

## Główne role
- Judge Reinhold - Richard Newton
- Julia Sweeney - Beth Newton
- Joe Pichler - Brennan Newton
- Michaela Gallo - Sara Newton
- Kaleigh Krish - Madison Sedgewick
- Matt McCoy - Reginald Sedgewick
- Veanne Cox - Martha Sedgewick
- Dorien Wilson - Marlowe
- Mark Lindsay Chapman - Johnnie Simmons
- Nick Meaney - Nigel Bigalow
- Natalie Marston - Hayley (Natalie Elizabeth Marston)
- Art LaFleur - sierżant Rutledge
- June Lu - Florence Rutledge

## Opis fabuły
Dzieci zapisują Beethovena, w tajemnicy przed rodzicami, na tresurę. W pierwszy dzień trener nie może sobie dać rady z psem. W rodzinie Sedgewicków jest łudząco podobny pies. Beethoven zamienia się ze swoim sobowtórem. Kiedy rodzina Newtonów nie może wyjść z podziwu nad karnością i posłuszeństwem swego pupila, prawdziwy Beethoven wprowadza się w uporządkowane życie rodziny Sedgwicków i robi tam wielkie zamieszanie.